# Kanton Châtel-sur-Moselle
Der Kanton Châtel-sur-Moselle war bis 2015 ein französischer Wahlkreis im Arrondissement Épinal, im Département Vosges und in der Region Lothringen; sein Hauptort war Châtel-sur-Moselle. Letzte Vertreterin im Generalrat des Départements war von 2008 bis 2015 Colette Marchal (zunächst DVD, jetzt NC).

## Lage
Der Kanton lag im Norden des Départements Vosges. 

Lage des Kantons Châtel-sur-Moselle innerhalb des Arrondissements Épinal
Lage des Kantons Châtel-sur-Moselle innerhalb des Départements Vosges

## Gemeinden
Der Kanton bestand aus 23 Gemeinden:
| Gemeinde              | Einwohner Jahr | Fläche km² | Bevölkerungsdichte | Code INSEE | Postleitzahl |
| --------------------- | -------------- | ---------- | ------------------ | ---------- | ------------ |
| Badménil-aux-Bois     | 146 (2013)     | 9,14       | 16 Einw./km²       | 88027      | 88330        |
| Bayecourt             | 271 (2013)     | 6,92       | 39 Einw./km²       | 88040      | 88150        |
| Châtel-sur-Moselle    | 1.680 (2013)   | 11,86      | 142 Einw./km²      | 88094      | 88330        |
| Chavelot              | 1.472 (2013)   | 6,16       | 239 Einw./km²      | 88099      | 88150        |
| Damas-aux-Bois        | 266 (2013)     | 29,46      | 9 Einw./km²        | 88121      | 88330        |
| Domèvre-sur-Durbion   | 290 (2013)     | 12,51      | 23 Einw./km²       | 88143      | 88330        |
| Frizon                | 496 (2013)     | 11,75      | 42 Einw./km²       | 88190      | 88440        |
| Gigney                | 55 (2013)      | 5,09       | 11 Einw./km²       | 88200      | 88390        |
| Girmont               | 993 (2013)     | 12,73      | 78 Einw./km²       | 88204      | 88150        |
| Hadigny-les-Verrières | 382 (2013)     | 13,74      | 28 Einw./km²       | 88224      | 88330        |
| Haillainville         | 173 (2013)     | 12,26      | 14 Einw./km²       | 88228      | 88330        |
| Igney                 | 1.181 (2013)   | 7,66       | 154 Einw./km²      | 88247      | 88150        |
| Mazeley               | 271 (2013)     | 10,39      | 26 Einw./km²       | 88294      | 88150        |
| Moriville             | 429 (2013)     | 25,05      | 17 Einw./km²       | 88313      | 88330        |
| Nomexy                | 2.192 (2013)   | 7,95       | 276 Einw./km²      | 88327      | 88440        |
| Oncourt               | 185 (2013)     | 3,94       | 47 Einw./km²       | 88337      | 88150        |
| Pallegney             | 176 (2013)     | 5,93       | 30 Einw./km²       | 88342      | 88330        |
| Rehaincourt           | 331 (2013)     | 15,22      | 22 Einw./km²       | 88379      | 88330        |
| Sercœur               | 256 (2013)     | 9,18       | 28 Einw./km²       | 88454      | 88600        |
| Thaon-les-Vosges      | 7.895 (2013)   | 11,7       | 675 Einw./km²      | 88465      | 88150        |
| Vaxoncourt            | 527 (2013)     | 8,43       | 63 Einw./km²       | 88497      | 88330        |
| Villoncourt           | 114 (2013)     | 6,4        | 18 Einw./km²       | 88509      | 88150        |
| Zincourt              | 90 (2013)      | 4,47       | 20 Einw./km²       | 88532      | 88330        |

## Bevölkerungsentwicklung
| 1962   | 1968   | 1975   | 1982   | 1990   | 1999   | 2006   | 2012   |
| ------ | ------ | ------ | ------ | ------ | ------ | ------ | ------ |
| 20.000 | 18.925 | 18.920 | 19.440 | 19.351 | 19.212 | 19.568 | 19.871 |